# РД-250
Ракетный двигатель РД-250 (Индекс ГРАУ 8Д518) — это базовая версия семейства двухкамерных жидкостных ракетных двигателей, включавшего модификации РД-250, РД-251, РД-252, РД-261, РД-262. Двигатели использовали высококипящее двухкомпонентное топливо: несимметричный диметилгидразин (также НДМГ, гептил) и тетраоксид азота, часто называемое НДМГ+АТ. РД-250 был разработан ОКБ-456 для межконтинентальной баллистической ракеты Р-36 производства ПО «Южмаш». Модификации двигателя также использовались в носителях Циклон-2 и Циклон-3, предполагалось использование в проекте Циклон-4. Хотя все крупные проекты с использованием РД-250 и его модификаций были прекращены, по состоянию на 2017 год наиболее совершенные модификации двигателя были заявлены ПО «Южмаш» как актуальные и стоящие на производстве.

## История
Инициатива разработки проекта нового семейства МБРР с ракетными двигателями, использующими высококипящие компоненты ракетного топлива (гептил и АТ), принадлежала ОКБ-586, руководимому М. К. Янгелем. По их заказу начиная с 1955 года разрабатывались проекты РД-251 и РД-252 в ОКБ-456, ведущим конструктором был М. Р. Гнесин. Проект РД-251 представлял собой двигатель, состоящий из трёх двухкамерных блоков РД-250, проект РД-252 представлял собой один двухкамерный двигатель, конструктивно унифицированный с двигателями РД-251. Благодаря высокой степени унификации разработка обоих проектов была практически одновременной. Двигатели прошли окончательные испытания в 1967 году и были приняты на вооружение в составе ракетного комплекса Р-36, постепенно заменяя ракеты на криогенных видах топлива. Производство осуществлялось заводом №586.
По мере накопления практического опыта эксплуатации и постановки новых задач в конструкцию основного двигателя вносились изменения. Для ракеты Р-36орб, позволявшей выводить ядерные боеголовки на низкую околоземную орбиту, была сделана доработка, получившая название РД-250М (блок из трёх РД-250М назывался РД-251М). Также РД-251М и РД-252 использовались как двигатели первой и второй ступени соответственно в проекте Циклон-2.
Для ракеты-носителя Циклон-3 ПО «Южмаш» были выпущены модификации для обеих ступеней, получившие названия РД-261 (двигатель первой ступени состоявший из трёх РД-250ПМ) и РД-262 (двигатель второй ступени, модифицированный РД-252). РД-261 и РД-262 использовались на ракетах-носителях Циклон-3 вплоть до окончания проекта в 2009 году. Позже эти двигатели планировались в качестве маршевых двигателей первой и второй ступени в совместном украино-бразильском проекте Циклон-4, свёрнутом из-за недостатка финансирования. По состоянию на 2017 год двигатели РД-261 и РД-262 выпускались ПО «Южмаш».
В 2017 году, после испытаний КНДР ракеты Хвасон-14, ряд западных специалистов и изданий высказали предположение, что двигатели семейства РД-250 могли оказаться в распоряжении специалистов ракетной программы КНДР, в виде промышленных образцов либо в виде технической документации. Такой вывод был сделан на основании изучения открытых данных, в том числе опубликованных официально кадров стендового испытания в КНДР новейшего ракетного двигателя.

## Модификации
- РД-250 (ГРАУ 8Д518): Базовый двигатель семейства, использовался только в составе блока из трёх двигателей, такой блок назывался двигателем РД-251 и использовался как маршевый двигатель первой ступени на ракетах Р-36[1].
- РД-250П (ГРАУ 8Д518П): Усовершенствованный РД-250. Блок из трёх РД-250П назывался двигателем РД-251П.
- РД-250М (ГРАУ 8Д518М): Усовершенствованный РД-250. Блок из трёх РД-250М назывался двигателем РД-251М.
- РД-250ПМ (ГРАУ 8Д518ПМ): Усовершенствованный РД-250. Блок из трёх РД-250ПМ назывался двигателем РД-261. Применялся на ракетах серии Циклон-3
- РД-252 (ГРАУ 8Д724): Вариант РД-250, предназначенный для использования как одиночный двигатель. Использовался на ракетах Р-36, Р-36П, Р-36орб и Циклон-2 как маршевый двигатель второй ступени[1].
- РД-262 (ГРАУ 11Д26): Улучшенный вариант РД-252, предназначенный для использования как одиночный двигатель. Использовался на ракетах Циклон-3 как маршевый двигатель второй ступени[1][3].

## Блоки двигателей
- РД-251 (ГРАУ 8Д723): Блок из трёх РД-250, использовался как маршевый двигатель первой ступени Р-36 (ГРАУ 8K67)[1].
- РД-251П (ГРАУ 8Д723П): Блок из трёх РД-250П, использовался как маршевый двигатель первой ступени Р-36П (ГРАУ 8K68).
- РД-251М (ГРАУ 8Д723М): Блок из трёх РД-250М, использовался как маршевый двигатель первой ступени ракет Р-36орб (ГРАУ 8K69) и Циклон-2.
- РД-261 (ГРАУ 11Д69): Блок из трёх РД-250ПМ, использовался как маршевый двигатель первой ступени Циклон-3[1][2].